# Uddevallavarvet

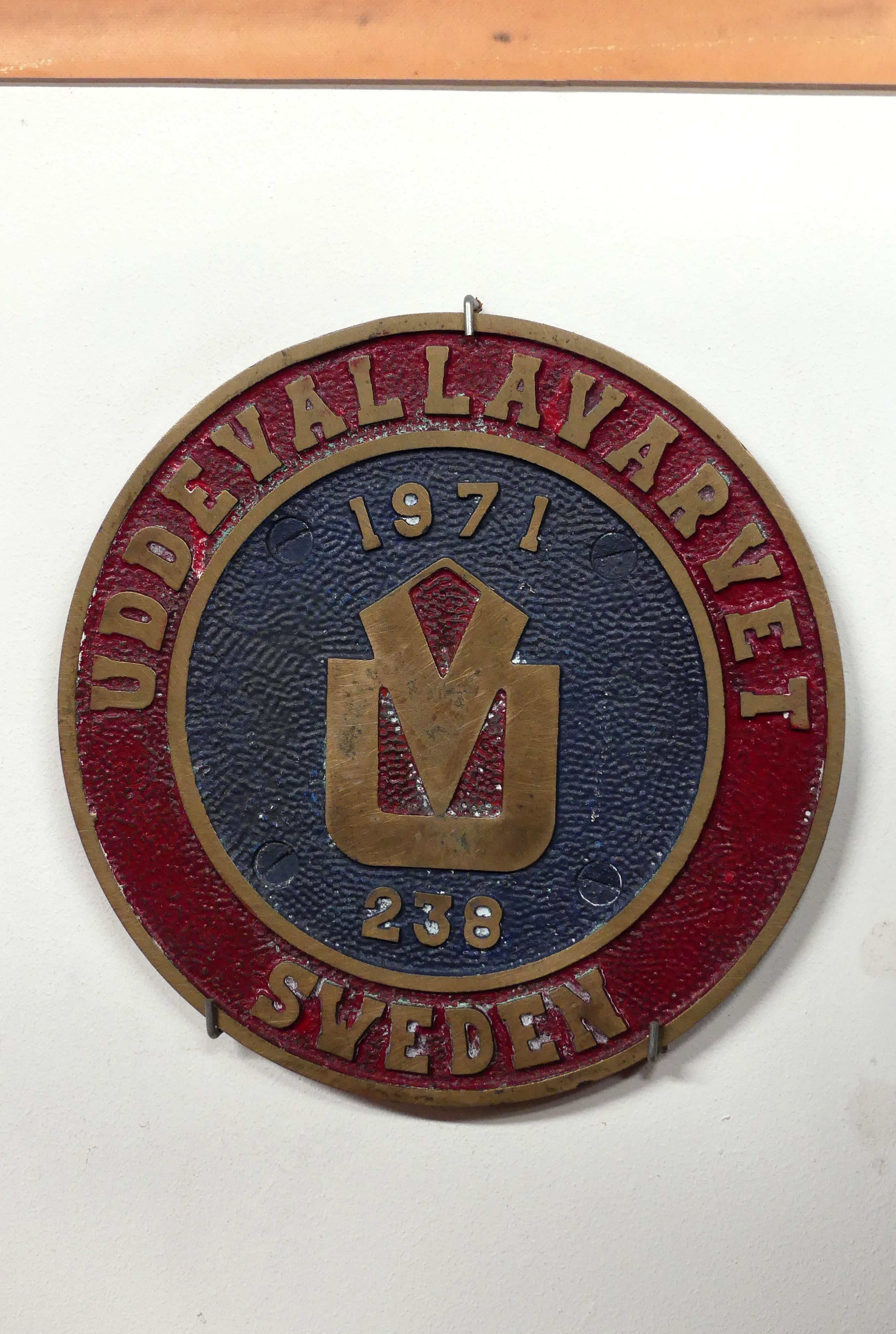
Logo von Uddevallavarvet

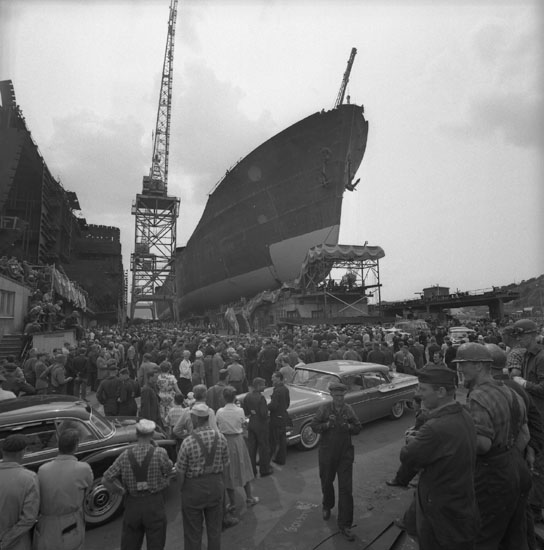
Stapellauf des Tankers Overseas Ambassador, 1961

Das schwedische Schiffbauunternehmen Uddevallavarvet bestand von 1946 bis 1986 in Uddevalla.

## Geschichte
Die Werft wurde 1946 vom schwedischen Reeder Gustaf Birger Thordén (Thordén Lines) gegründet. Thordén erwarb nach dem Ende des Zweiten Weltkriegs die kompletten Einrichtungen von zwei Werften des US-amerikanischen Industriellen Henry J. Kaiser. Dessen Werften in Portland, Maine und in Providence, Rhode Island fertigten während des Krieges Liberty- und Victory-Schiffe und wären in den Vereinigten Staaten nach 1945 nicht mehr wirtschaftlich zu betreiben gewesen. Nach dem Ab- und Wiederaufbau lief bereits 1947 das erste Schiff in Uddevalla vom Stapel, die Ally Thordén. Das Unternehmen wuchs binnen weniger Jahre zum größten Arbeitgeber der Provinz Bohuslän und beschäftigte zehn Jahre nach seiner Gründung bereits 2600 Menschen, in Spitzenzeiten sogar fast 4000 Mitarbeiter.
1957 handelte Thordén einen Bauauftrag über mehrere Schiffe für eine US-amerikanische Reederei aus, der eine Ausweitung der Baukapazität erforderte. 1958 wurde mit der Sørviksvarvet ein zweiter Fertigungsbetrieb eröffnet, der auf die Konstruktion von Supertankern im Serienschiffbau ausgelegt war. Da Thordén das Investitionsvolumen bei weitem zu niedrig veranschlagt hatte, wurde das Unternehmen trotz voller Auftragsbücher noch 1958 zahlungsunfähig. Noch im selben Jahr zwangen die Gläubigerbanken Thordén, das Unternehmen zu verlassen und der schwedische Staat und die kreditgebenden Banken übernahmen Uddevallavarvet und führten den Betrieb weiter. 1963 übernahm das Schiffbauunternehmen Eriksbergs Mekaniska Verkstad den 50%igen Anteil der Banken von Uddevallavarvet, gab ihn aber 1971 zurück an den schwedischen Staat. Dieser schloss Uddevallavarvet 1977 im Zuge der Schiffbaukrise mit den Götaverken, der Finnboda Varv und der Karlskronavarvet zum Schiffbaukonzern Svenska Varv zusammen.
1978 entstand auf der Uddevallavarvet der fast 500.000 Tonnen tragende Tanker Nanny, der das größte jemals in Schweden gebaute und lange das weltweit breiteste Schiff war. Daneben baute Uddevallavarvet von den 1970er bis in die frühen 1980er Jahre größere Serien von VLCC- und Aframax-Tankern. Nachdem Svenska Varv Ende der 1970er Jahre noch Eriksberg, Kockums und die Öresundsvarvet übernommen hatte und der schwedische Staat ein Auslaufen der staatlichen Beihilfen für den beständig defizitären Schiffbau für 1985 vorsah, wurde im Dezember 1984 die Schließung von Uddevallavarvet beschlossen. Im Sommer 1986 wurden die letzten beiden Schiffe Okturus und Octavius an die Rederi Oktett aus Stockholm abgeliefert. Insgesamt entstanden in 40 Betriebsjahren 221 Schiffe mit einer Tragfähigkeit von zusammen 11,1 Millionen Tonnen auf der Werft.
Schon kurz nach dem Beschluss zur Werftschließung hatte die Regierung am 23. Januar 1985 entschieden, rund zwei Milliarden Kronen für die Schaffung neuer Arbeitsplätze durch neue Wirtschaftsunternehmen, die Verbesserung der Infrastruktur und die touristische Entwicklung auszugeben. Der Großteil der Summe ging an den Autokonzern Volvo, der in Uddevalla eine neue Fabrik baute, die etwa 1200 Arbeitsplätze schuf. Die Autofabrik wurde 2013 wieder geschlossen, während sich der Tourismus heute zur wichtigsten Branche der Provinz entwickelt hat.